# Рабита
Ра́бита (араб. رابطة‎ —  связь, узы‎) — в суфизме, духовная связь между учеником и его наставником или «святым». Одна из ступеней к постижению Божества и растворению в Нём.
Рабита характерна для восточных суфиев. Она достигается с помощью концентрации помыслов мюрида на образе муршида, а также общении с ним и растворении в нём своей личности. В некоторых трактатах накшбандийских и кадирийских шейхов рабита считалась предпочтительнее зикра.
Согласно учению суфизма, для достижения состояния близости с Аллахом «путник» (салик) должен установить духовную связь с конкретной личностью, посредством которой он мог бы осуществить эту связь. Таким объектом является суфийский шейх.

## Цитаты
Рабита — одно из важнейших средств достижения цели после полного, безоглядного следования Корану и сунне.
وقال الشيخ خالد النقشبندي: الرابطة هي من أعظم أسباب الوصول بعد التمسك التام بالكتاب العزيز وسنة الرسول . الرسالة الخالدية في الطريقة النقشبندية.
— Халид аль-Багдади

Рабита на совершенного муршида является самой главной основой для получения света познания Аллаха (файиз) мюридом. Потому что зеркало человеческого сердца не очистится до тех пор, пока его сердце не будет связано с сердцем совершенного шейха через рабиту.
قال الشيخ المحقق الامام نجم الدين الكبرى : فالرابطة بالقلب أصل كبير في الإستفاضة ، بل لا تتصفى مرآة القلب بدون رابطة القلب بالشيخ ((السفر الاسنى في الرابطة الحسنى)) ص69
— Наджмуддин аль-Кубра (1145-1221)

Присутствие рядом с правдивыми и праведниками подразумевает под собой два вида присутствия. Первый — это физическое присутствие, под которым имеется в виду присутствие на их собраниях, сопровождение их. Все это с целью перенять их качества. Второе — это духовное присутствие, которым является рабита.
قال الشيخ الأكبر مولانا عبيدالله الأحرار المشهور بخواجه أحرار: إن الكينونة مع الصادقين المأمور بها في كلام رب العالمين على قسمين : كون بحسب الصورة ، وهي مجالستهم حتى تنطبع فيه صفاتهم، وكون بسحب المعنى ثم فسر الكينونة بمعنى الرابطة
— Убайдуллах аль-Ахрар (1406-1490)